# Іванілду Фернандіш
Іванілду Жорже Мендіш Фернандіш (порт. Ivanildo Jorge Mendes Fernandes, нар. 26 березня 1996, Амадора) — португальський футболіст кабо-вердійського походження, центральний захисник «Спортінга» (Лісабон).

## Клубна кар'єра
Футболом починав займатися в академіях клубів «Дамаїенсе», «Ештрела» та «Каса Піа», після чого потрапив до молодіжної команди столичного «Спортінга». З 2015 року став виступати за резервну команду «Спортінг Б» в Сегунді, де провів 3 сезони, взявши участь у 83 іграх чемпіонату.
27 липня 2018 року Фернандіш був відданий в оренду в «Морейренсі», у складі якого дебютував у португальській Прімейрі 19 серпня, відігравши повний матч проти «Насьйоналя» (2:1). Загалом за сезон провів 24 гри в чемпіонаті і забив 1 гол, після чого наступний рік провів в оренді у Туреччині, виступаючи за команди «Трабзонспор» і «Чайкур Різеспор».
Сезон 2020/21 Іванілду розпочав у складі «Спортінга», але жодного разу не потрапив в заявку команди на офіційний матч і 31 грудня 2020 року був відданий в чергову оренду, на цей раз в клуб іспанської Сегунди «Альмерія», де до кінця сезону зіграв 15 ігор у чемпіонаті та 2 у кубку країни.

## Міжнародна кар'єра
Виступав за юнацькі збірні Португалії до 19 та 20 років. Єдиний матч за молодіжну збірну Португалії провів 11 жовтня 2018 року проти Ліхтенштейну (9:0) в рамках кваліфікації до молодіжного чемпіонату Європи УЄФА 2019 року на стадіоні Рейнпарк у Вадуці.